# L'Aubépin
L'Aubépin è un comune francese di 141 abitanti situato nel dipartimento del Giura nella regione della Borgogna-Franca Contea.

## Società

### Evoluzione demografica
Abitanti censiti